# Partenio (nome)
Partenio  è un nome proprio di persona italiano maschile.

## Varianti
- Femminili: Partenia[1]

### Varianti in altre lingue
- Catalano: Parteni[2]
- Greco antico: Παρθένιος (Parthenios)
  - Femminili: Παρθενία (Parthenia)[3]
- Inglese
  - Femminili: Parthenia[4]
  - Ipocoristici femminili: Parthy[4]
- Spagnolo: Partenio[2]

## Origine e diffusione
Continua il nome greco Παρθένιος (Parthenios), derivante dal termine παρθένος (parthenos), che vuol dire "vergine", "puro", o da vocaboli correlati; è quindi accostabile per significato ai nomi Agnese e Tahir.
Nella mitologia greca, la forma femminile era portata da una delle cavalle di Marmace, uno degli spasimanti di Ippodamia. In italiano moderno, il nome è raro e considerato antiquato.

## Onomastico
L'onomastico si può festeggiare in memoria di più santi, alle date seguenti:
- 7 febbraio, san Partenio, vescovo di Lampsaco[5][6]
- 1º aprile, san Partenio, martire a Tessalonica[5]
- 19 maggio, san Partenio, martire con san Calogero a Roma sotto Diocleziano o Decio[2][5][6]
- 10 luglio, beato Partenio, monaco nel monastero di Koudomas a Creta, martire con i suoi fratelli e altri laici cristiani sotto i Turchi[5]
- 21 luglio, beato Partenio, vescovo ed eremita in Tessaglia[5]

## Persone
- Partenio, funzionario gallo-romano
- Partenio I di Alessandria, arcivescovo ortodosso greco
- Partenio II di Alessandria, arcivescovo ortodosso greco
- Partenio III di Alessandria, vescovo ortodosso egiziano
- Partenio I di Costantinopoli, arcivescovo ortodosso greco
- Partenio II di Costantinopoli, arcivescovo ortodosso greco
- Partenio III di Costantinopoli, arcivescovo ortodosso greco
- Partenio IV di Costantinopoli, arcivescovo ortodosso greco
- Partenio di Gerusalemme, arcivescovo ortodosso greco
- Partenio di Nicea, grammatico e poeta greco antico